# 13de Oscaruitreiking
De 13de Oscaruitreiking, waarbij prijzen werden uitgereikt aan de beste prestaties in films in 1940, vond plaats op 27 februari 1941 in het Biltmore Hotel in Los Angeles, Californië. De ceremonie werd gepresenteerd door Walter Wanger.
De grote winnaar van de 13de Oscaruitreiking was Rebecca, met in totaal 11 nominaties en 2 Oscars.

## Winnaars

### Films
| Categorie  | Winnaar | Regie            |
| ---------- | ------- | ---------------- |
| Beste Film | Rebecca | Alfred Hitchcock |

### Acteurs
| Categorie                  | Winnaar        | Film                   |
| -------------------------- | -------------- | ---------------------- |
| Beste Mannelijke Hoofdrol  | James Stewart  | The Philadelphia Story |
| Beste Vrouwelijke Hoofdrol | Ginger Rogers  | Kitty Foyle            |
| Beste Mannelijke Bijrol    | Walter Brennan | The Westerner          |
| Beste Vrouwelijke Bijrol   | Jane Darwell   | The Grapes of Wrath    |

### Regie
| Categorie       | Winnaar   | Film                |
| --------------- | --------- | ------------------- |
| Beste Regisseur | John Ford | The Grapes of Wrath |

### Scenario
| Categorie                | Winnaar              | Film                   |
| ------------------------ | -------------------- | ---------------------- |
| Beste Originele Scenario | Preston Sturges      | The Great McGinty      |
| Beste Bewerkte Scenario  | Donald Ogden Stewart | The Philadelphia Story |

### Speciale prijzen
| Categorie      | Winnaar                     |  |
| -------------- | --------------------------- |  |
| Honorary Award | Bob Hope en Nathan Levinson |  |